# Edición dividida
Una edición dividida es una transición de una toma a otra en película o vídeo, donde la transición del audio y la el vídeo pasan en distintos tiempos. Esto es hecho a menudo para realzar la estética o el flujo de la película, dejando a la audiencia ver el contexto, ya sea antes o después, que no sencillamente de lo que éste trata. Sin la edición dividida, una conversación entre dos personas puede dar la sensación como de un partido de tenis.

La edición dividida es también utilizada para esconder transiciones entre escenas. Pueden ser muy eficaces en ediciones de escenas con diálogo grabadas con sólo una cámara que utiliza el múltiples tomas. La capacidad de cortar el vídeo/imagen por separado del audio/sonido deja que el sonido del varias tomas fluyan suavemente, aunque los cortes en las imágenes sean en sitios diferentes. En tomas más largas, esta técnica permite al editor utilizar el cuadro de una toma con el sonido de otra, si la lectura del diálogo es mejor.
Tradicionalmente, la edición dividida ha sido descrita como «solapación del sonido», sin ser confundida con solapación del diálogo, el cual implica poner una pista de sonido sobre otra pista de sonido.
Con la proliferación de ordenadores basados con sistemas de edición no linear distintas variantes de la edición dividida han recibido sus propios nombres basados en cómo el video editado de presenta en la cronología. Una variante de la edición dividida cuándo el audio de la escena precedente se solapa con el vídeo de la escena siguiente se conoce como corte L. Si el audio de la escena siguiente se solapa con el vídeo de la escena de precedente, entonces el corte se conoce como corte J.
En 2011, Barry Salt investigó 33 películas estadounidenses hechas entre 1936 y 2014 y notó que «el uso de ediciones con cortes J parece haber aumentado recientemente, a una proporción aproximadamente igual a aquellas ediciones con cortes L» a pesar de que debido a la muestra pequeña de películas estudiadas, fue prudente en no concluir esto para que no fuese tendencia.